# Новодеревенское сельское поселение (Новгородская область)
Новодеревенское сельское поселение — упразднённое с 12 апреля 2010 года муниципальное образование в Парфинском муниципальном районе Новгородской области России.
Административный центром была деревня Новая Деревня.
Территория, на которой находилось сельское поселение, расположена юго-западе центральной части Новгородской области, к юго-востоку от Старой Руссы и Парфино. По территории муниципального образования протекает река Пола.
Новодеревенское сельское поселение было образовано в соответствии с законом Новгородской области от 11 ноября 2005 года № 559-ОЗ.

## Населённые пункты
На территории сельского поселения были расположены 8 населённых пунктов (деревень): Большие Роги, Большое Стёпаново, Васильевщина, Городок, Малое Стёпаново, Налючи, Новая Деревня, Росино.

## Транспорт
По территории прежнего сельского поселения проходит автодорога в посёлок Пола.